# Clint (Texas)
Clint è un centro abitato degli Stati Uniti d'America, situato nella contea di El Paso dello Stato del Texas.
La popolazione era di 926 persone al censimento del 2010. Fa parte dell'area metropolitana di El Paso.

## Geografia fisica
Clint è situata a 31°35′27″N 106°13′45″W (31.590844, -106.229129).
Secondo lo United States Census Bureau, ha un'area totale di 2,0 miglia quadrate (5,2 km²), di cui lo 0,51% d'acqua.

## Società

### Evoluzione demografica
Secondo il censimento del 2000, c'erano 980 persone, 308 nuclei familiari e 255 famiglie residenti nella città. La densità di popolazione era di 502,4 persone per miglio quadrato (194,0/km²). C'erano 337 unità abitative a una densità media di 172,8 per miglio quadrato (66,7/km²). La composizione etnica della città era formata dal 75,41% di bianchi, lo 0,20% di afroamericani, lo 0,41% di nativi americani, lo 0,41% di asiatici, lo 0,10% di isolani del Pacifico, il 20,71% di altre razze, e il 2,76% di due o più etnie. Ispanici o latinos di qualunque razza erano l'83,98% della popolazione.
C'erano 308 nuclei familiari di cui il 35,4% aveva figli di età inferiore ai 18 anni, il 64,6% erano coppie sposate conviventi, il 14,3% aveva un capofamiglia femmina senza marito, e il 16,9% erano non-famiglie. Il 15,3% di tutti i nuclei familiari erano individuali e il 7,1% aveva componenti con un'età di 65 anni o più che vivevano da soli. Il numero di componenti medio di un nucleo familiare era di 3,18 e quello di una famiglia era di 3,58.
La popolazione era composta dal 26,5% di persone sotto i 18 anni, il 10,5% di persone dai 18 ai 24 anni, il 23,3% di persone dai 25 ai 44 anni, il 26,5% di persone dai 45 ai 64 anni, e il 13,2% di persone di 65 anni o più. L'età media era di 38 anni. Per ogni 100 femmine c'erano 100,0 maschi. Per ogni 100 femmine dai 18 anni in giù, c'erano 93,0 maschi.
Il reddito medio di un nucleo familiare era di 34.000 dollari, e quello di una famiglia era di 36.635 dollari. I maschi avevano un reddito medio di 29.205 dollari contro i 20.313 dollari delle femmine. Il reddito pro capite era di 14.784 dollari. Circa il 16,6% delle famiglie e il 20,0% della popolazione erano sotto la soglia di povertà, incluso il 25,6% di persone sotto i 18 anni e il 16,8% di persone di 65 anni o più.